# Soing-Cubry-Charentenay
Soing-Cubry-Charentenay är en kommun i departementet Haute-Saône i regionen Bourgogne-Franche-Comté i östra Frankrike. Kommunen ligger i kantonen Fresne-Saint-Mamès som tillhör arrondissementet Vesoul. År 2022 hade Soing-Cubry-Charentenay 565 invånare.

## Befolkningsutveckling
Antalet invånare i kommunen Soing-Cubry-Charentenay
| Referens: INSEE |